# Nature morte aux fleurs et fruits
Nature morte aux fleurs et fruits (en italien Natura morta con fiori e frutti) est un tableau autrefois attribué à Caravage qu'il aurait peint vers 1590, mais cette attribution est aujourd'hui rejetée par la plupart des spécialistes du peintre. Il est conservé à la galerie Borghèse de Rome.
Le tableau n'apparaît dans aucun des catalogues de l'œuvre de Caravage dressés par Longhi, Frèches, Lambert, Cappelletti, Moir… En 1979, il est encore identifié dans une exposition à Rome comme « attribué à Caravage », mais dès 1983, dans une autre exposition à New-York, il est attribué à « un de ses suiveurs »
. 